# Италианска Ривиера
Италианска Ривиера (на италиански: Riviera ligure, букв. Лигурска ривиера) е тясната крайбрежна ивица в Италия, която се намира между Лигурско море и планинската верига, образувана от Приморските Алпи и Апенините. Надлъжно се простира от границата с Франция и Френската Ривиера, близо до Вентимиля (бивш митнически пункт), на изток до Капо Корво (известен също като Пунта Бианка), който маркира източния край на залива Специя и е близо до регионалната граница между Лигурия и Тоскана. Така Италианската Ривиера включва почти цялото крайбрежие на Лигурия. Исторически "Ривиерата" се простира още на запад, през днешната френска територия чак до Марсилия.
Италианската Ривиера пресича всичките четири лигурски провинции и техните столици Генуа, Савона, Империя и Специя, с обща дължина от около 350 км. Обикновено се разделя на западна част, Ривиера Поненте, и източна, Ривиера Леванте, като точката на разделяне е върхът на Лигурската арка при Волтри. Има около 1,6 милиона жители, като по-голямата част от населението е съсредоточено в крайбрежната зона. Мекият климат привлича туристи в многобройните крайбрежни курорти като Аласио, Бонасола, Бордигера, Камоли, Чинкуе Тере, Леричи, Леванто, Ноли, Портофино, Порто Венере, Санта Маргерита Лигуре, Санремо, Сан Фрутузо и Сестри Леванте. Италианската Ривиера е известна с историческата си връзка с международни знаменитости и артисти; писатели и поети като Пърси Биш Шели, Лорд Байрон, Езра Паунд и Ърнест Хемингуей, които са вдъхновени от красотата и духа на Лигурия.
Като туристически център Италианската Ривиера се възползва от над 300 слънчеви дни годишно и е известна със своите плажове, пъстроцветно боядисани градове, природна среда, храна и луксозни вили и хотели, както и с популярните си курортни съоръжения, големи яхтинг и круизни зони с няколко пристанища, фестивали, голф игрища, ветроходство, скално катерене и живописни гледки към вековни ферми и вили.
Индустрията е съсредоточена в и около Генуа, Савона и по бреговете на залива Специя. Генуа и Специя са водещите корабостроителници в Италия, като Специя е основната военноморска база на Италия, а Савона е основен център на италианската стоманена индустрия. Химическата, текстилната и хранително-вкусовата промишленост също са важни.
Редица улици и дворци в центъра на Генуа и националния парк Чинкуе Тере (който включва Чинкуе Тере, Порто Венере и островите Палмария, Тино и Тинето) са част от 58-те обекта на световното наследство на Италия.